# 糙莖菝契
糙莖菝契（学名：Smilax odoratissima）为菝葜科菝契屬下的一个种。